# 리펏뜨
후리남제(허울리남데/ 베트남어: Hậu Lý Nam Đế, 518년 ~ 602년) 휘는 리펏뜨(Lý Phật Tử)은 베트남 전리조 의 제2대 군주(재위: 555년 ~ 602년)이다.

## 생애
544년, 리분의 부장이 되어 전 리 왕조를 수립했다.
546년, 양나라의 진패선이 이분을 격파하자 리분은 굴료(屈獠)로 달아났다. 리불자는 리천보와 봉기하여 3만 명을 거느리고 구진으로 도망가려고 하였으나 도중에 진패선의 추격을 받자 애뢰(哀牢)로 가서 항복하였다.
548년, 리분이 죽자 리천보를 따라 도랑성채(桃郎城寨)에서 나라를 세웠다.
555년, 리천보가 병사한 후 뒤를 이어 부중의 수령이 되었고, 봉주(峯州)에 도읍하니 베트남 역사에서는 후리남제(後李南帝)라고 한다.
557년, 리불자는 병사를 일으켜 다른 기의군 수령인 조광복(趙光復)을 공격했고, 태평현(太平縣)에서 싸웠으나 승부를 가리지 못했다. 리불자는 그 후 조광복과 화약을 맺어 군신주(君臣州)를 경계로 했다. 리불자는 아들 리아랑(李雅郎)을 보내 조광복의 부마가 되게 하였다.
571년, 리불자가 다시 병사를 일으켜 조광복을 공격했고, 마침내 조씨의 세력을 겸병하였다.
601년, 리불자가 형의 장남인 리대권(李代權)을 보내 용편(龍編)을 지키게 하였고, 장군 리보정(李普鼎)은 명연성(鳴鳶城)을 지키게 하였고, 스스로는 군사를 거느리고 월왕고성(越王古城)을 지켰다. 수 문제는 병사를 내어 리불자를 토벌할 계획을 세웠다. 좌복야 양소(楊素)는 과주자사 유방(劉方)이 장수의 재능을 갖추었다 하여 추천했고, 문제는 유방을 교주도행군총관으로 배수하였고, 도지시랑 경덕량(敬德亮)을 장사로 삼고, 통령 27영을 앞으로 가게 하여 리불자를 정토케 했다. 리불자는 2천여 명을 보내 방어했고, 수나라의 영주(營主) 송찬(宋纂), 하귀(何貴), 엄원(嚴願) 등은 부를 거느리고 도륭령(都隆嶺)에서 기의군을 격파했다. 유방은 사자를 보내 항복을 권했고, 리불자는 두려워하여 군사를 거느리고 투항했으나 유방은 그를 압송하여 수나라 수도 대흥성으로 보냈고, 리불자는 그의 장령들과 함께 참수당하니 이로써 전 리 왕조는 멸망했다.
베트남인은 리불자를 기념하기 위해 소아해구(小鴉海口)에 그를 위한 사당을 건립했다. 훗날 《오전유령집(粵甸幽靈集)》에서 영렬인효흠명성무황제(英烈仁孝欽明聖武皇帝)로 칭했다.